# 齊國恭懷公主
齐国恭怀公主（?—?），唐朝公主，是中国唐朝第十六代皇帝唐宣宗李忱之女。她的生母不详，会昌六年（846年）五月廿三日获封西华公主。她嫁给了刑部侍郎严祁。唐宣宗大中年间，西华公主去世，唐宣宗追赠她为齐国公主，谥号恭怀。